# Sea Shadow

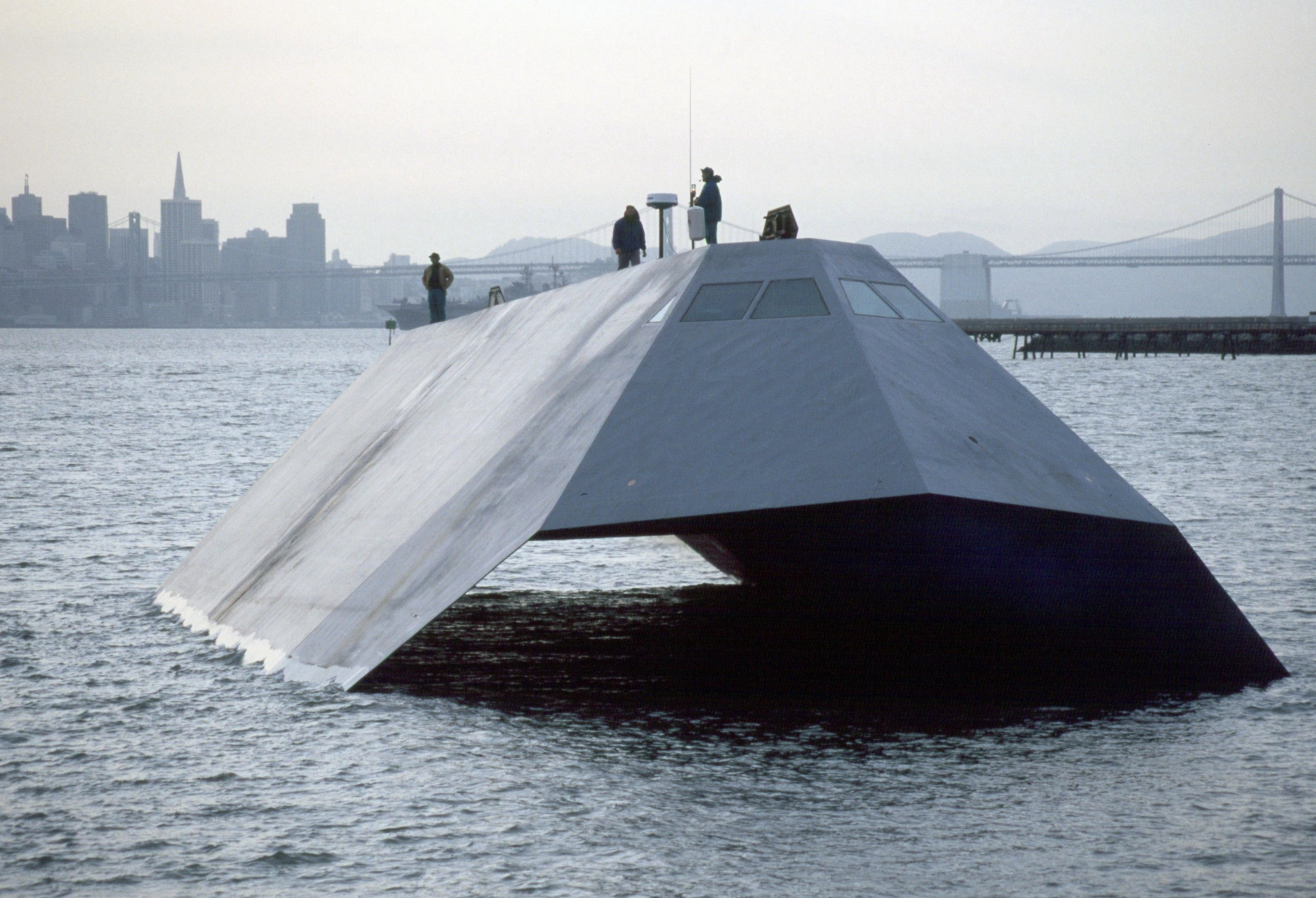
«Sea Shadow»

Sea Shadow (англ. Sea Shadow — «Морська тінь») — експериментальне судно-невидимка, спроектоване в 1980-х роках і спущене на воду в березні 1985 року американською корпорацією «Lockheed Martin». Невидимість «Sea Shadow» для радарів забезпечувалась завдяки застосуванню технології Стелс.
Судно розроблялося з метою вивчення можливостей використання нових технологій в кораблебудуванні. У 1985-1986, роках судно пройшло різні випробування в ході яких було доведено можливість створення невидимих для радарів судів. В 1993-1994 судно було представлене для громадськості. 
Судно використовувалось в зйомках фільму про Джеймса Бонда «Завтра не помре ніколи» (1997). Після декількох спроб продати судно воно було розібране в 2012 році.
Будівництво і загальна програма випробувань коштували близько $50 млн. і  $195 млн відповідно.

## Конструкція та технічні параметри
- Довжина: 50 м,
- Ширина: 21 м.
- Водотоннажність: 572 тонни.
- Швидкість: 28 вузлів (52 км/год)

Судно спиралося на підводні крила та підводні поплавці.